# ポジーリャ
ポジーリャ（ウクライナ語: Поділля）は、西ウクライナに位置する歴史的地名である。現在は、ウクライナのヴィーンヌィツャ州、フメリニツキー州、テルノーピリ州の南部と沿ドニエストルにあたる。中世においてはポヌィージャ（ウクライナ語: Пониззя）とも呼ばれた。

## 地理
ポジーリャは「高地の麓」を意味する。当地方は、南ブーフ川の流域とドニステル川の左の支流地帯を占めている。
ポジーリャの地形は平地が多く、北の高地は次第に平原に変わっている。最大の河川は、モルドヴァと境界線の役割を果たしているドニステル川と、沢と沼地を流れる南ブフ川である。土壌は、農業に相応しい黒土となっている。
最大の都市は、カームヤネツィ＝ポジーリシクィイ、ブラーツラウ、ヴィーンヌィツャとフメリニツキーである。
ポジーリャの面積は約6.1万km2で、人口は約400万人以上である。

## 歴史
- 紀元前7世紀‐3世紀：スキタイの時代。
- 紀元前3世紀‐1世紀：ダキア人の時代。
- 1世紀‐2世紀：ローマ人の時代。トラヤヌスの城壁が築城される。
- 4世紀‐5世紀：フン人の時代。
- 6世紀‐8世紀：スラヴ人の時代。ポジーリャは東スラヴ人に属するブジャーヌィ族、ドゥリーブィ族、ティーヴェルツィ族、ポリャーヌィ族とウーリチ族の居住地となる。
- 9世紀：ポジーリャはキエフ・ルーシの領土となる。
- 12世紀末：キエフ・ルーシの分国としてハールィチ公国が成立する。ポジーリャはその公国の支配地域となる。ポジーリャの中心地はバコタ城となる。
- 13世紀：モンゴル帝国がキエフ・ルーシを滅亡させ、ポジーリャは帝国の分国たるジョチ・ウルスの支配下に入る。
- 1368年：青水の戦い。リトアニア大公国とルーシの諸侯らはジョチ・ウルス軍を破ることによってポジーリャはリトアニアの領土となる。
- 15世紀初頭‐18世紀：毎年、ポジーリャはクリミア・ハン国のタタールによる攻撃を受ける。タタールが行った「奴隷狩り」を防止するため、コサックが登場する。当地域は活発に要塞化される。
- 1430年：西ポジーリャはポーランド王国の領土となる。ポジーリャ県が設置される。県庁所在地はカミェニェツとなる。
- 1431年‐1434年：バコタで反ポーランドの一揆が起こる。
- 1566年：リトアニア大公国の東ポジーリャではブラーツラウ県が設置される。県庁所在地はブラーツラウとなる。
- 1569年：ルブリン合同によりポーランド・リトアニア共和国が成立し、ブラツラヴ県はポーランド王国の領土となる。
- 1648年‐1657年：フメリニツキーの乱によりポジーリャはたびたびウクライナ・コサック、ポーランド軍、タタール軍によって略奪される。コサック国家が成立し、東ポジーリャではブラーツラウ連隊とカリヌィーク連隊が設置される。
- 1667年：アンドルシヴ条約によりコサック国家がポーランドとロシアの間で分割され、ポジーリャはポーランド領となる。
- 1672年‐1699年：オスマン帝国はウクライナ・コサックの呼びかけに応じ、ポジーリャを占領する。
- 1699年：カルロヴィッツ条約によりポジーリャは再びポーランド・リトアニア連合の領土となる。
- 1768年：コリイーヴシチナ。ウクライナ人による反ポーランド・反ユダヤの大規模な反乱が起こる。
- 1793年：ポーランド・リトアニア連合の分割により、東ポジーリャはロシア帝国に、西ポジーリャはオーストリア帝国に併合される。西ポジーリャはオーストリア帝国の行政単位たるガリツィア・ロドメリア王国の一部となる。
- 1797年：東ポジーリャではポジーリャ県が設置される。
- 1820年‐1830年：東ポジーリャで義賊ウスティム・カルメリュークが活躍する。
- 1918年：東ポジーリャはウクライナ人民共和国の領土となり、西ポジーリャは西ウクライナ人民共和国の領土となる。
- 1920年：ポーランド・ソビエト平和条約によって東ポジーリャはウクライナ・ソビエト社会主義共和国に、西ポジーリャはポーランド共和国に分割される。
- 1921年：西ポジーリャはテルノーピリ県の一部となる。
- 1932年：東ポジーリャでヴィーンヌィツャ州が設置され、ヴィーンヌィツャが州庁所在地となる。
- 1937年：ヴィーンヌィツャ州の一部からフメリニツキー州が設置され、フメリニツキーが州庁所在地となる。
- 1939年：独ソ不可侵条約によりソビエトは東ポーランドに攻め入り、西ポジーリャを復帰させる。
- 1991年：ウクライナは独立し、ポジーリャでヴィーンヌィツャ州、フメリニツキー州、テルノーピリ州が設立される。